# قمشلو (خورخورة)
قمشلو (بالفارسية: قمشلو) هي قرية تقع في إيران في قسم خورخورة الريفي. يقدر عدد سكانها بـ 81 نسمة بحسب إحصاء 2016.